# 马捷 (1919年)
马捷（1919年—2017年9月27日），又名马杰。河北省蠡县人，中华人民共和国政治人物。

## 生平
1938年9月加入中国共产党。抗日战争时期，先后担任中共晋察冀边区第六地委敌工部副部长、第十一地委联络部副部长，北岳区民主青年联合会主任，中共冀中区委敌工部副部长，中共察哈尔省委青年工作委员会书记、中国新民主主义青年团察哈尔省筹备委员会副书记等职。
中华人民共和国成立后，任中共察哈尔省委青年工作委员会副书记，太原重型机械厂党委书记，山西省国防科工委副主任、党委常委。2017年9月27日在太原去世，享年101岁。